# Гутуевский остров
Гуту́евский о́стров — остров в дельте Невы на территории Санкт-Петербурга, ограниченный рекой Екатерингофкой, Морским каналом и Финским заливом. В южной части острова находятся пирсы с причалами, Морской порт, промышленные предприятия.

## История
Финское название — Витсасаари (фин. vitsasaari — «кустарниковый остров»). Употреблялся и русский вариант Кустарниковый остров. Впоследствии применялись названия Круглый остров и Приморский остров (по нахождению острова в Финском заливе).
Современное название в форме Гуттуев остров известно с 1798 года, происходит от фамилии владельца острова, олонецкого купца, сахарозаводчика, владельца пивоваренного завода на острове Конона Ларионовича Гуттуева (Хуттоева). С 1800 года известен вариант Гутуевский остров. Параллельно существовали варианты Гуттуевский остров, Приморский Гуттуев остров, Приморский Гуттуевский остров, Кукуевский остров.
В 1870—1920-е годы остров разделял Межевой канал (ныне засыпан). В 1874—1885 годы в связи с засыпкой реки Батарейки и постройкой Морского канала была намыта значительная территория на северо-западе и присоединены Подбатарейный остров и часть Канонерского острова. В 1920—1960-е годы после засыпки реки Ольховки, Межевого, Внутреннего каналов и части Нового канала к Гутуевскому острову присоединены Вольный и Большой Резвый острова.

## Современность
На Гутуевском острове расположены 2-й район Морского порта с комплексом из 14 исторических зданий, находящихся под охраной государства. В северной части сохранились исторические здания таможни и складов, на берегу Морского канала находятся электростанция 1913 года, склады 1915—1916 годов и холодильник 1926-го работы архитектора Андрея Оля и инженера Михаила Штаермана.
В начале 2020-х из-за хорошей транспортной доступности, близости к парку Екатерингоф и наличию набережных, остров признали зоной с высоким потенциалом к редевелопменту, сразу несколько застройщиков предложили свои проекты и концепции его дальнейшего развития.

## Достопримечательности
- Богоявленская церковь
- Санкт-Петербургский государственный университет водных коммуникаций
- Администрация Морского порта Санкт-Петербурга
- Железнодорожная станция Новый Порт
- Балтийская таможня

## География
Гутуевский остров на фотоснимке южной части Кировского района:

## Мосты и тоннели
С другими островами Гутуевский остров соединяют мосты:
- Екатерингофский мост
- Гутуевский мост
- Резвый мост
- Железнодорожный мост
- Канонерский тоннель на Канонерский остров
- Западный скоростной диаметр